# Systemgesetz
Ein Systemgesetz ist ein Gesetz, das in einem System gilt. Es bestimmt das Verhalten der Systembestandteile und ist charakteristisch für das System, in dem es gilt. Begriffstheoretisch ist die gesetzesartige Aussage, die durch die Anwendung auf ein System wahr wird, ein Systemgesetz dieses Systems.
Da alle Systeme so definiert sind, dass sie aus wechselwirkenden Teilen bestehen, basieren Funktionalitäten von Systemen auf Systemgesetzen. Bekannt sind die Systemgesetze im Allgemeinen in politischen Systemen oder in physikalisch-technischen Systemen. Weniger bekannt sind die Systemgesetze von biologischen Systemen (wie bei Gruppen, Familien, Schwärmen), obwohl der Begriff des Systemgesetzes zur Erforschung des Verhaltens von biologischen und insbesondere medizinischen Systemen entstanden ist.

## Zur Genese des Begriffs in der Systemtheorie
Die Existenz von Systemgesetzen ist die Bedingung für das Vorliegen und die Stabilität von Systemen; denn sie sind etwas Zusammengesetztes (griech.: σύστημα) und durch die Systemgesetze etwas Zusammengehöriges. Mit der von Bertalanffy entwickelten Systemtheorie, die durch die Bestimmung des Begriffes des offenen Systems 1926 begann, verband sich von Anfang an die Behauptung Bertalanffys, dass den Systemen eine ihnen eigene Gesetzmäßigkeit zukommt. Dennoch ist der Begriff des Systemgesetzes explizit erst relativ spät verwendet worden. Den Begriff des Systemgesetzes benutzt der Pathologe Herbert Siegmund schon 1947 in seinem Aufsatz Die pathologische Anatomie der Hepatitis Epidemica (als Beispiel für die Situation der anatomischen Pathologie in ihrer Beziehung zur Krankheitsforschung). Die explizite Definition des Begriffs „Systemgesetz“ wird im Zusammenhang mit der Bestimmung von Systemgrößen mit Hilfe metrischer Begriffe in dem Aufsatz von Wolfgang Deppert Grundlagen einer Theorie der Systemzeiten aus dem Jahre 1981 angegeben.
Systemgesetze sind erst einmal Gesetze, die in einzelnen Systemen herrschen, wie etwa ein Wachstumsgesetz eines einzelnen Organismus, das durch die DNA dieses Organismus festgelegt ist, oder das Gravitationsgesetz als Systemgesetz des Systems der physikalischen Welt oder das BGB als Systemgesetz des politischen Systems der Bundesrepublik Deutschland. Darüber hinaus gibt es Gesetze, die allen Systemen aus einer bestimmten Systemklasse zukommen. Diese Gesetze werden als „allgemeine Systemgesetze“ oder als „Systemklassengesetze“ bezeichnet und Gesetze, die für alle Systemklassen gelten, als „Systemsupergesetze“ oder kurz als „Supergesetze“.
Im systemtheoretischen Ansatz beschreibt der Mensch durch Systemgesetze das Verhalten der Teilbereiche der Gesamtheit eines Systems. Versteht man den physikalischen Kosmos als ein System, dann sind auch die bisher als Naturgesetze verstandenen physikalischen Gesetze Systemgesetze.
Ein Systemgesetz ist daher eine Beschreibung von auffindbaren Wiederholungen und Regelhaftigkeiten in einer Gesamtheit.
Gesetze sind stets Systemgesetze, da sie innerhalb eines Anwendungsgebietes gelten, das aber Teil der Ganzheit der Systeme ist.
Beispiele für Ausdrucksformen allgemeiner Systemgesetze oder gar für Supergesetze sind Beschreibungen wie:
- Kovarianzprinzip
- Ganzheit
- Selbstorganisation
- die Offenheit lebender Systeme
- Desoxyribonukleinsäure
- Autopoiesis
- Äquifinalität
- Emergenz
- negative Entropie

## Bedingungen, die Systemgesetze erfüllen müssen
Systemgesetze müssen bestimmte von der Systemtheorie aufgestellte Bedingungen erfüllen.
Eine wesentliche Bedingung lautet: Ein Gesetz muss die Beziehungen der Einzelteile eines Teilgebietes als ganzheitliches zusammengehöriges System beschreiben. Dabei darf dieses Gesetz nicht im Widerspruch zu seiner Einordnung in die durch Systemgesetze beschreibbare Gesamtheit denkbarer Teilgebiete stehen.
Ein Systemgesetz kann über den von ihm beschriebenen Einzelbereich hinaus gelten. Systemgesetze verschiedener Wissensgebiete haben nicht nur übereinstimmende Aspekte in Modellen und Prinzipien, sondern werden als formale identische Gesetze verstanden.
Ist ein Systemgesetz für alle denkbaren Teilbereiche der Gesamtheit von realer und virtueller Welt gültig, so erreicht die Systembildung einen hohen Grad an Interdisziplinarität als erkenntnisfördernde Verbindung aller Wissensgebiete. Das ist das besondere Anliegen der Systemtheorie.

## Anwendungsbereiche des Begriffs
Der Begriff wird in den Bereichen häufig verwendet, wo mit der Modellbildung der Systemtheorie Zusammenhänge dargestellt werden, einige Beispiele dafür sind:
- Ökologie und globale Umweltveränderung,
- Grenzüberschreitende Gesetzgebung, wie z. B. europäisches Recht, Güterkraftverkehrsrecht,
- Anatomie, Herz-Kreislauf-Systeme, Systemtheorie lebender Systeme,
- Grundbau und Bodenmechanik,
- Systemische Beratung und Therapie.

## Verhältnis zum Subjektbegriff
Für das Subjekt ist ein Systemgesetz Mittel der interdisziplinären Wissensintegration. Systemgesetze haben daher einen besonderen Bezug zum Begriff des Subjekts:
Sie entstehen in Abhängigkeit eines tätigen Subjekts und beschreiben die Beziehungen des Subjekts oder den Bezug auf das Subjekt als Wechselwirkungen mit den Beziehungen der Systemelemente, da das System, für das sie gelten, nicht in der Wirklichkeit existiert, sondern vom Subjekt reflexiv rekonstruiert wird.